# Rudolf Raftl
Rudolf Leopold Raftl (* 7. Februar 1911 in Wien, Österreich-Ungarn; † 5. September 1994 in Wien) war ein österreichischer Fußballspieler auf der Position des Tormanns.

## Karriere

### Vereine
Rudolf Raftl begann seine Profikarriere bei der Hertha Wien in der Saison 1928/29. Danach wechselte er bereits zum amtierenden Meister und Mitropacupsieger SK Rapid Wien. Er absolvierte insgesamt 174 Meisterschaftsspiele für die Hütteldorfer. In den Jahren 1935 und 1938 wurde er Meister mit der Mannschaft. Nach dem Anschluss Österreichs an das Deutsche Reich folgten zwei weitere Meistertitel 1940 und 1941, dieses Mal in der Ostmark, nach. Rapid Wien spielte allerdings auch erfolgreich um den deutschen Cup und die deutsche Meisterschaft mit. Im Jahre 1938 gewann Rudolf Raftl den deutschen Cup mit den Grün-Weißen, im Jahre 1941 stand er im Tor beim 4:3-Sieg im Meisterschaftsfinale gegen den FC Schalke 04 im Tor der Rapidler. Nach Ende des Zweiten Weltkrieges spielte der Tormann noch zwei Saisonen für First Vienna FC 1894 in den Jahren 1946 bis 1948. Danach war er Spielertrainer beim Heiligenstädter SV, ehe er 1949 das Traineramt beim SK Herzogenburg übernahm.
Er wurde am Wiener Zentralfriedhof bestattet.

### Nationalmannschaft
Rudolf Raftl bestritt sechs Länderspiele für die Nationalmannschaft Österreichs und schloss die Weltmeisterschaft 1934 in Italien als Viertplatzierter ab. Sein Debüt gab er 1933. Nachdem sich Österreich für die Weltmeisterschaft 1938 qualifizieren konnte, musste man nach dem Anschluss jedoch auf die Teilnahme verzichten, da die österreichische Nationalmannschaft aufgelöst wurde. Stattdessen spielte er für das Deutsche Reich. Er absolvierte beide Spiele bei der WM 1938 in Frankreich und stand bis 1940 insgesamt sechsmal im Tor der Nationalmannschaft Deutschlands.
Am 26. Oktober 1938 fand anlässlich des 75. Jahrestages der Gründung der The Football Association ein Spiel der Nationalmannschaft Englands gegen eine von der FIFA zusammengestellte und von Weltmeistertrainer Vittorio Pozzo betreute Kontinentalauswahl in London statt. Hierzu wurde Raftl als Ersatztorhüter für den Italiener Aldo Olivieri nominiert und kam letztlich im Highbury in der von Spielern des amtierenden Weltmeisters Italien dominierten Festlandauswahl nicht zum Einsatz. In einem Vorbereitungsmatch wenige Tage zuvor, bei dem eine niederländische Auswahlmannschaft mit einem 2:1-Erfolg besiegt wurde, wurde er zur zweiten Halbzeit eingewechselt (der ersetzte Olivieri zog daraufhin in das Tor der niederländischen Auswahl um, um weitere Spielpraxis zu sammeln) und stand neben Andreas Kupfer und Albin Kitzinger als einer von drei deutschen Spielern auf dem Feld.

## Stationen
- Hertha Wien (1928–1929)
- SK Rapid Wien (1930–1945)
- First Vienna FC 1894 (1946–1948)

## Erfolge
- Österreichischer Meister: 1935, 1938, 1940, 1941 (Rapid Wien)
- Deutscher Meister 1941 (Rapid Wien)
- Tschammerpokal-Sieger 1938
- 6 Länderspiele für Österreich (1933–1937) mit WM-Teilnahme 1934
- 6 Länderspiele für das Deutsche Reich (1938–1940) mit WM-Teilnahme 1938 (siehe Deutschland bei der WM 1938 in Frankreich)